# Manfred von Ardenne
Manfred von Ardenne (20. ledna 1907, Hamburk, Německo - 26. května 1997, Drážďany) byl německý fyzik, vynálezce, vizionář a podnikatel. Je držitelem asi 600 patentů v oblasti rozhlasové a televizní technologie, elektronové mikroskopie, jaderné plazmy a lékařských technologií. Mezi jeho nejznámější vynálezy patří řádkovací elektronový mikroskop. 

## Život

### Původ a první vynálezy (1907–1927)
Narodil se v Hamburku v pruské šlechtické rodině. Otec byl důstojníkem a v roce 1913 byl povolán na ministerstvo války. Od té doby žila rodina s pěti dětmi v Berlíně. 
Manfred von Ardenne byl praktické, technicky nadané dítě. Vymýšlel a sestrojoval různé přístroje, prováděl chemické pokusy, stavěl modely. S pomocí rodičů si ve svém pokoji zřídil malou laboratoř. V roce 1923, v šestnácti letech, přihlásil svůj první patent v oboru bezdrátové telegrafie, vysokofrekvenční zesilovač. Studium na střední škole ho nezajímalo, vynikal jen ve fyzice a chemii. Reálné gymnázium opustil v roce 1923 bez maturitní zkoušky. 
Výzkum ho pak provázel po celý život. Od roku 1924 si Manfred von Ardenne vydělával na živobytí prodejem svých prvních knih a různých přístrojů a vynálezů. Přes obchodníka s radiosoučástkami Leoweho se seznámil s průkopníky německého rozhlasu, s jejichž pomocí byl bez maturity přijat na Berlínskou univerzitu. Navštěvoval přednášky z fyziky, chemie a matematiky, ale po čtyřech semestrech studium ukončil a vrátil se k soukromému výzkumu. Zabýval se radiotechnikou, přišel s myšlenkou vícesystémové elektronky, podílel se na vývoji koncových zesilovačů pro firmu Telefunken. Podnikl studijní cestu do USA. 

### Vlastní laboratoř v Lichterfelde (1928–1945)

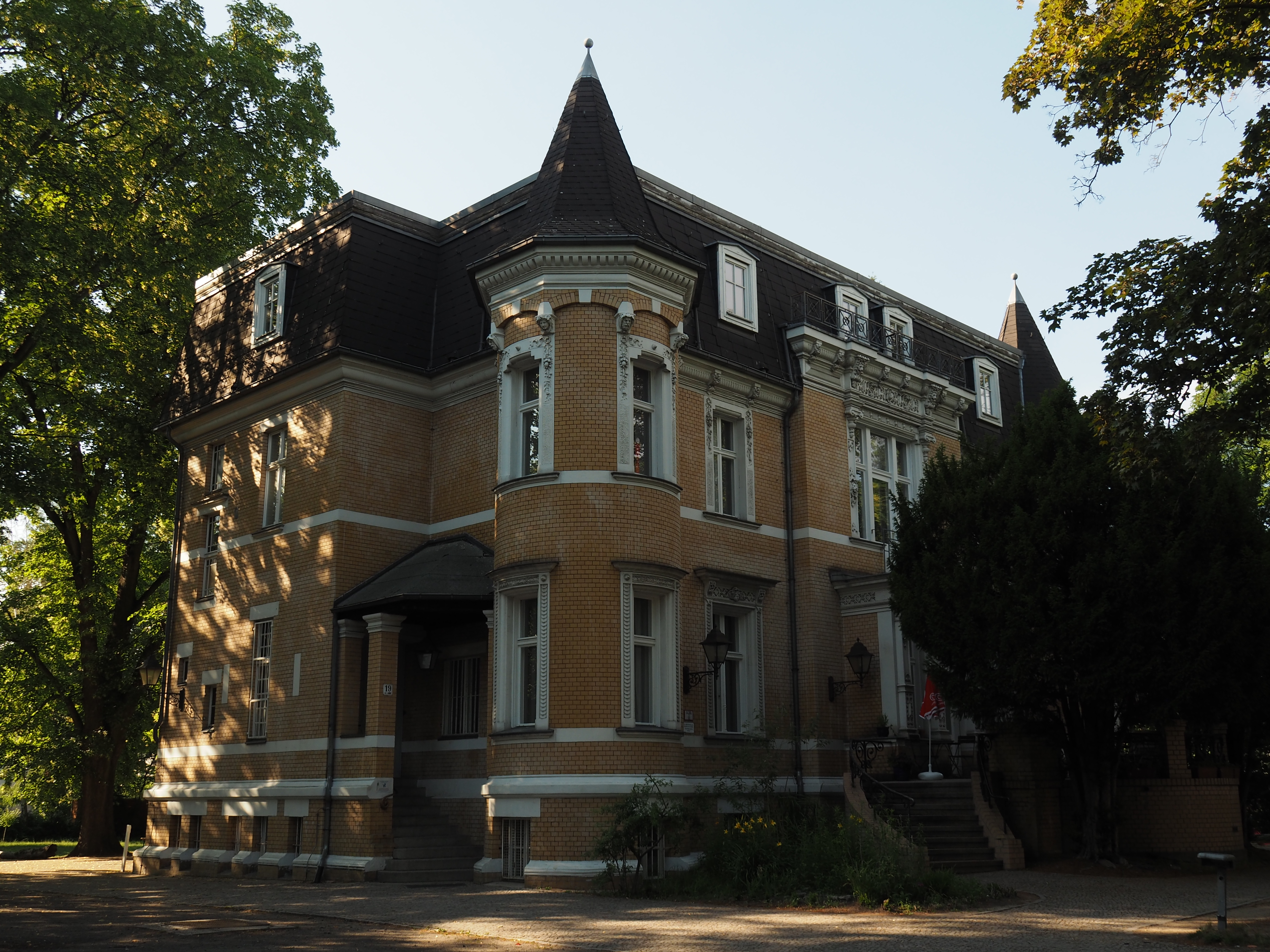
vila v Lichterfelde, von Ardennova laboratoř (nyní Dům dětí a mládeže)

V roce 1928 koupil dům v Berlíně–Lichterfelde, kde založil Laboratoř elektronové fyziky VON ARDENNE, kterou vedl až do nuceného uzavření v roce 1945. Vznikla tam řada vynálezů z oblastí televizní technologie, konverze obrazu, elektronové mikroskopie, skenovací mikroskopie, separace izotopů a technologie elektronového a iontového paprsku. V prosinci roku 1930 představil svůj objev řádkujícího létajícího paprsku „flying spot” a uskutečnil první dálkový elektronický přenos obrazu. O tři roky později vyrobil polovodičový snímač, který našel využití v televizi a rentgenologii. 
V roce 1937 vyrobil vůbec první řádkovací elektronový mikroskop na světě. Přístroj s vysokým rozlišením, bez něhož je dnes nemyslitelný výzkum jak v přírodních vědách, tak i zkoumání neživé přírody. Po něm následoval o dva roky později univerzální elektronový mikroskop. V roce 1940 vyšla jeho kniha Elektronová nadmikroskopie (Elektronen-Übermikroskopie. Physik, Technik, Ergebnisse), která byla po válce přeložena do mnoha světových jazyků. 
Dnešní forma výkonného elektronového mikroskopu se poprvé objevila až v Cambridži v roce 1965. Ještě před 2. světovou válkou se Ardennemu podařilo z řádkovacího elektronového mikroskopu vyvinout i typ prozařovacího mikroskopu, ale zásluhy za tento typ skutečně funkčního zařízení byly přiznány jeho krajanovi Ernstu Ruskovi, který za něj roku 1986 obdržel Nobelovu cenu za fyziku.
Manfred von Ardenne ani jeho otec nebyli stoupenci nacistického hnutí v Německu a zůstávali stranou politického života. Manfred von Ardenne opakovaně odmítal nabídky, aby se zapojil do armádního výzkumu. Zajímal se však o otázky jaderného štěpení, což později vyvolalo pochybnosti o výlučně mírových cílech jaderného výzkumu v jeho institutu. Teprve koncem války se podílel na vývoji řídící elektroniky pro střely V-1 a V-2 a pomohl Otto Hahnovi se stavbou obřího cyklotronu.  Za 2. světové války byly laboratoře, kde probíhal inovační vývoj mikroskopu, zničeny nálety, myšlenky na obnovu byly vzdálené.

### Práce v Sovětském Svazu (1945–1955)
Ardenne se věnoval mnoha oblastem fyziky. Od principů a projektů televizních vysílačů, přes radarovou technologii až k jaderné fyzice. Toho využili v roce 1945 Rusové, kteří mu nabídli možnost zřídit a vést technologicko-fyzikální výzkumný ústav, který by pracoval pro Sovětský svaz v oblasti elektronové fyziky. Už koncem května 1945 odletěl s celou rodinou do Suchumi, kde chtěl vybudovat elektronickou laboratoř. V červenci 1945 byl otevřen Fyzikálně–matematický ústav nazvaný Ústav A. Poté, co Spojené státy svrhly atomové bomby na japonská města Hirošimu a Nagasaki, byl Manfred von Ardenne nucen zapojit se do jaderného výzkumu. S dalšími sovětskými i německými vědci pracoval na vládním úkolu urychlit vývoj atomové pumy a postavit jaderný reaktor. V roce 1953 byla Ardenneho práce oceněna Stalinovou cenou 2. třídy.

### Návrat do NDR (1955-1997)

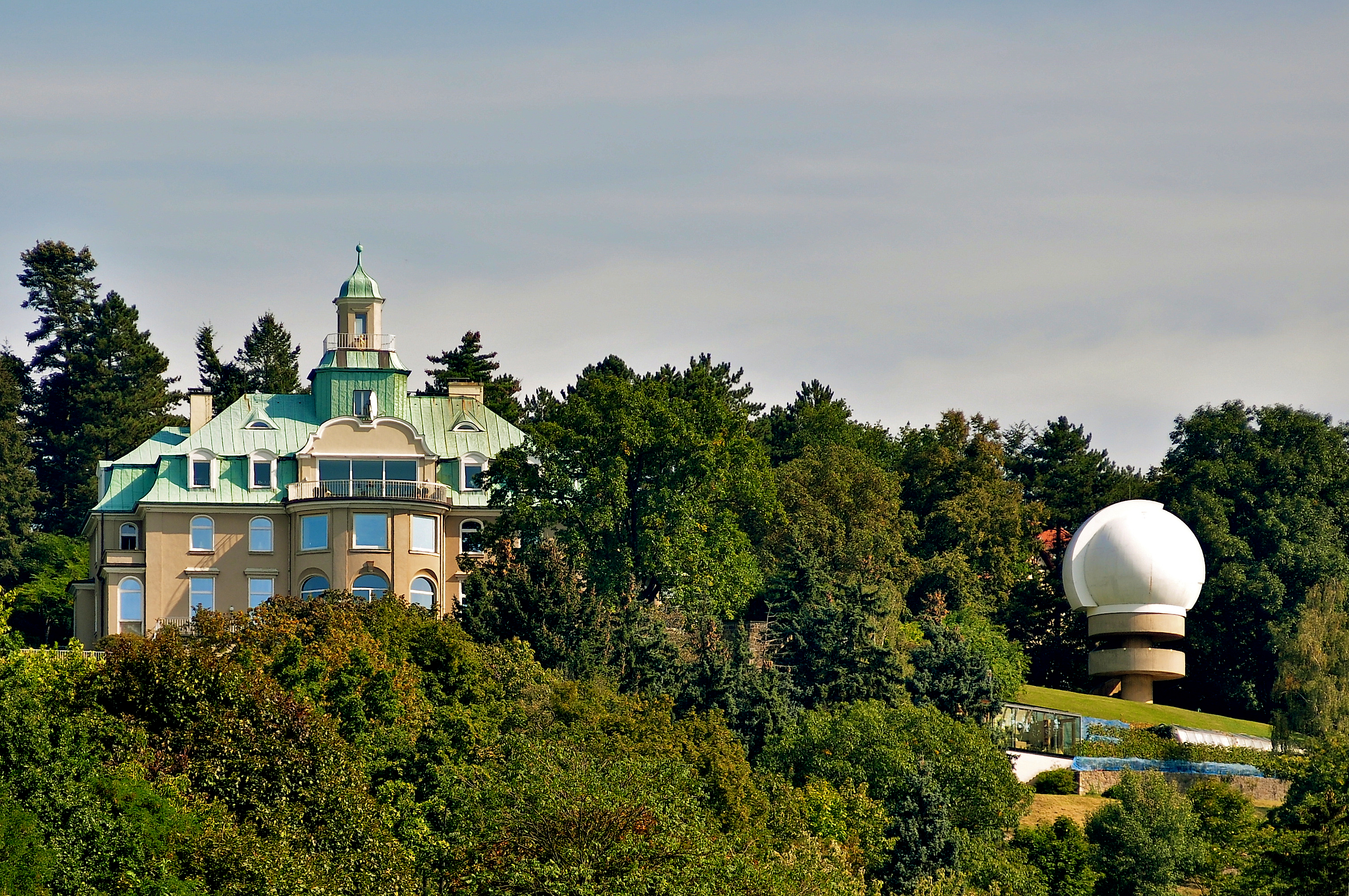
Vila Manfreda von Ardenne ve čtvrti Weißer Hirsch v Drážďanech, poblíž jeho soukromá observatoř

V roce 1955 se Manfred von Ardenne rozhodl pro návrat do NDR. Její vláda, která jej vyzdvihovala jako „výjimečné vědecké eso“, mu vytvořila privilegované podmínky pro budoucí výzkumnou práci. Usadil se i s rodinou v   Drážďanech, kde již v roce 1951 koupil dvě nemovitosti na předměstí Weißer Hirsch. Založil v nich výzkumný ústav, který byl soukromým podnikem a nesl jeho jméno v letech 1955 až 1990. Ústav získal mezinárodní věhlas, postupně se rozrůstal o další budovy, pracovalo v něm víc než 500 zaměstnanců.
Ústav se věnoval především aplikovanému výzkumu. Zpočátku byla práce zaměřena na vývoj výkonných plazmatronů, jejím výsledkem byla průmyslová zařízení na tavení, pokovování a úpravu různých materiálů, která se vyvážela do celého světa. 
Ne všechny nápady a vynálezy však měly pozitivní ohlas. Zklamáním byl např. vývoj ultramikrotomu pro přípravu mikroskopických preparátů do elektronového mikroskopu, který měl pracovat velmi vysokou rychlostí. Bohužel tento projekt nebyl dotažen do konce a neuplatnil se.

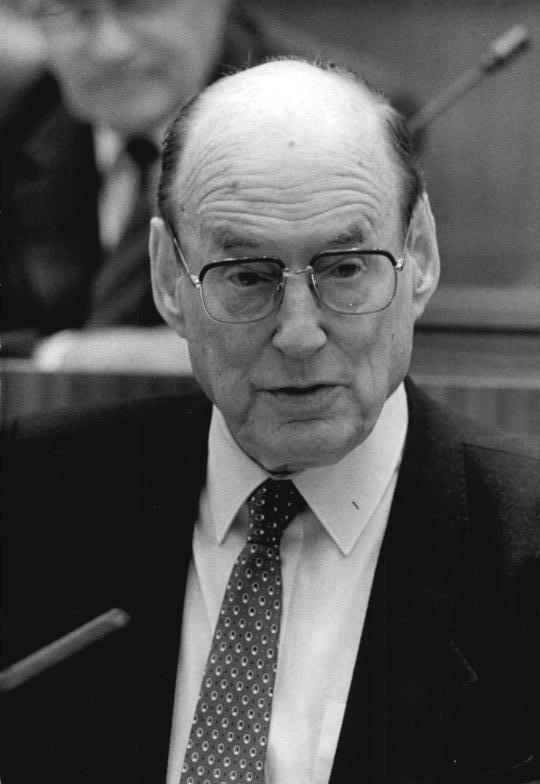
Manfred von Ardenn (1986)

Později se soustředil na lékařskou elektroniku a základní výzkum v biomedicíně. Pod vlivem svého přítele, nositele Nobelovy ceny Otto Warburga, zkoumal možnosti léčby rakoviny. Této oblasti se věnoval až do konce života. Výzkum v laboratořích přinesl systémovou vícekrokovou terapii rakoviny, jejímž základem je extrémní hypertermie celého těla spojená s cíleným překyselením nádoru a přísunem kyslíku. 
Manfred von Ardenne byl velkým propagátorem kyslíkové vícestupňové terapie, která mu pomohla v sedmdesátých letech, kdy sám vážně onemocněl, aniž byla zjištěna organická příčina nemoci. Oxygenoterapie měla vést k léčbě některých onemocnění vyšší koncentrací vdechovaného kyslíku. Výsledky u pacientů však ukázaly neúčinnost této koncepce v případě léčby rakoviny. Dnes je široce využívanou přírodní podpůrnou léčbou.
V roce 1988 byl oceněn Medailí Rudolfa Diesela.
Napsal 35 knih a více než 700 článků, esejí a příspěvků. V roce 1972 vyšla jeho obsáhlá autobiografie Ein glückliches Leben für Technik und Forschung..
Po sjednocení Německa Ardenne rozdělil fyzikálně–technologickou oblast svého ústavu na Fraunhoferův institut pro elektronovou a plazmovou technologii, výzkumný ústav zabývající se vědou o materiálech a Von Ardenn Anlagentechnik GmbH, vyrábějící zařízení pro povrchovou úpravu materiálů. Jeho syn Alexander von Ardenne vede Von Ardenne Institut für Angewandte Medizinische Forschung.
Manfred von Ardenne zemřel v Drážďanech ve věku 90 let. Pohřbu v kapli lesního hřbitova Bad–Weißer–Hirsch se zúčastnilo asi 500 lidí.

### Soukromý život
V roce 1938 se podruhé oženil. S manželkou Bettinou Bergengruenovou měli čtyři děti, dceru a tři syny. Jejich manželství bylo velmi šťastné a trvalo až do konce jeho života.
Pro relaxaci rád poslouchal klasickou hudbu, především Mozarta. Zajímal se o astronomii a v roce 1966 dal postavit vedle své vily soukromou observatoř.